# Gedong Kirtya

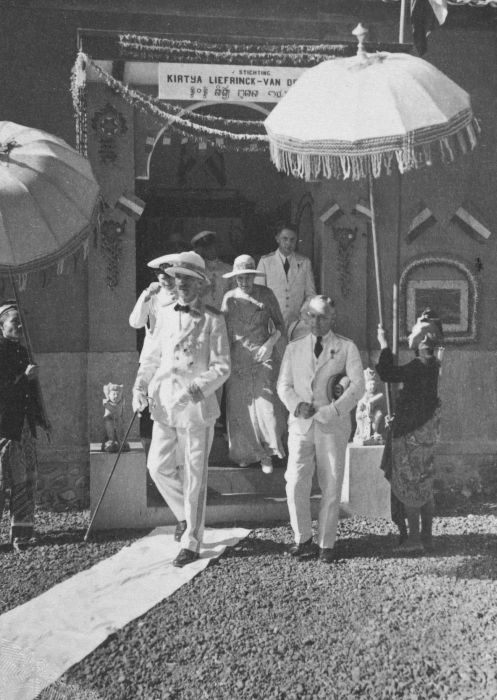
Le gouverneur général des Indes néerlandaises B.C. de Jonge visite le Gedong Kirtiya (avril 1935)

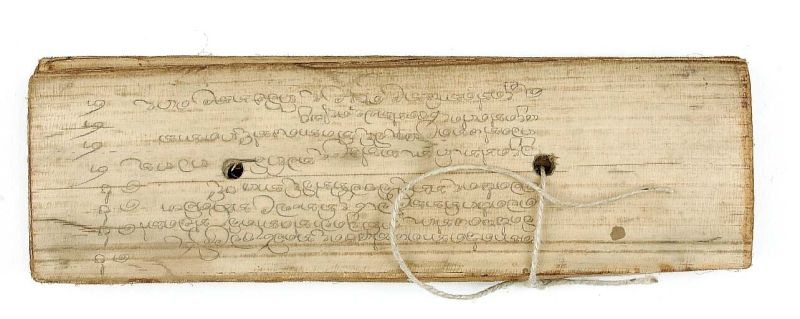
Recueil de textes de magie en écriture balinaise sur feuilles de lontar

Gedong Kirtiya est un musée-bibliothèque situé sur l'île de Bali en Indonésie. Il a été fondé en 1928 à Singaraja, capitale coloniale des Petites îles de la Sonde, par le roi Anak Agung Putu Djilantik de Buleleng en collaboration avec les Hollandais. Il est situé dans l'ancien palais royal, aujourd'hui nommé "Sasana Budaya" ("Maison de la Culture").
Sa collection est constituée de manuscrits en lontar (feuilles séchées du rontal, nom indonésien du palmier à sucre), prasasti (inscriptions, en général sur plaques de cuivre) et de manuscrits sur papier en balinais et en caractères romans, y compris des documents de la période coloniale (1901-1953).
Le musée compte environ 3 000 manuscrits lontar, qui traitent de sujets très divers : religion, éthique et morale, mythologie, épopées, architecture, médecine, généalogie, histoire des arts de la scène.
Le Dr Ketut Wirata Sindhu, ex-bupati (préfet) de Buleleng, s'occupe actuellement de la modernisation du musée-bibliothèque. Une fois terminée, le musée occupera l'ensemble du Sasana Budaya.